# Furnier
Als Furnier werden 0,5 bis 8 mm dicke Blätter aus Holz bezeichnet, die durch verschiedene Säge- und Schneideverfahren vom Stamm abgetrennt werden. Das Wort Furnier wurde im 16. Jahrhundert dem französischen fournir ‚bestücken‘, ‚beliefern‘ entlehnt. Es bezeichnete den Vorgang, weniger wertvolles Holz mit edleren dünnen Holzblättern zu belegen.

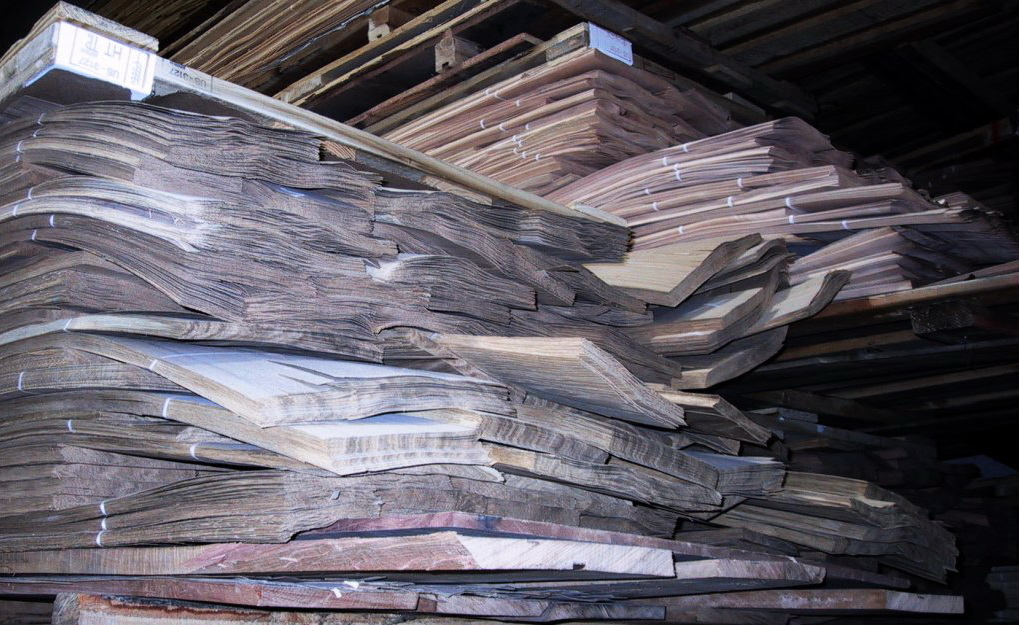
Furniere vor der Verarbeitung

## Herstellung/Schneideverfahren
Einfache Furniere werden in der Regel durch Schälen von Rundholz erzeugt (Schälfurniere). Für dekorative Oberflächen kommen auch gemesserte, selten gesägte, Furniere zum Einsatz (Messerfurniere bzw. Sägefurniere).

### Schälfurnier

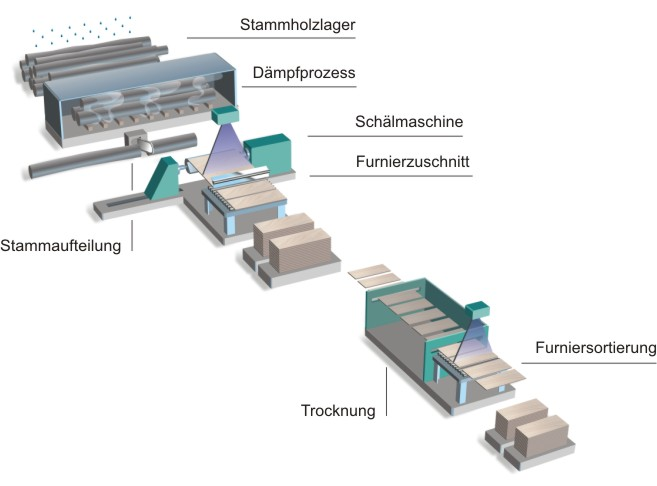
Schemabild der Furniererzeugung
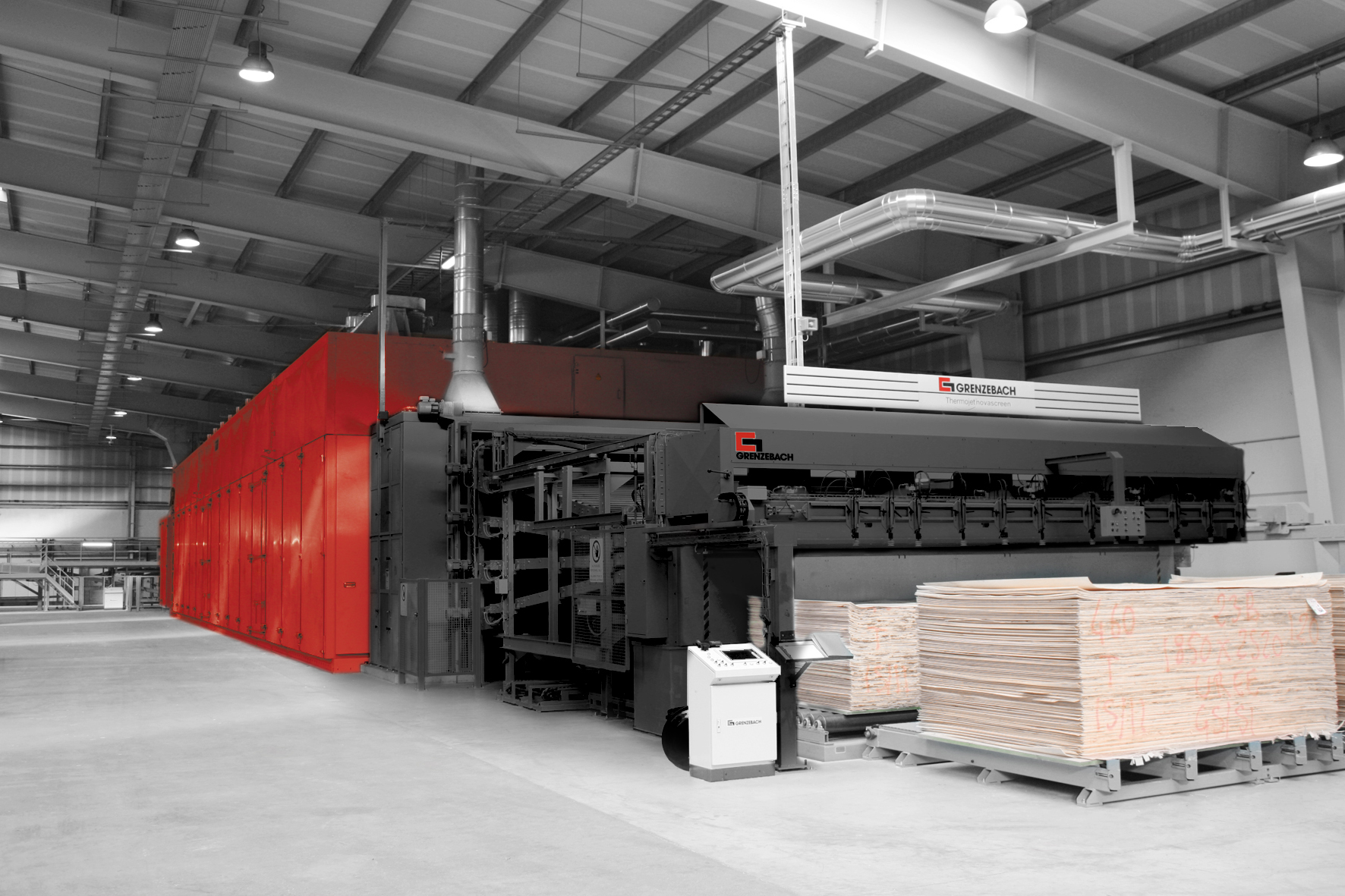
Anlage zur vollautomatischen Beschickung und Trocknung von Furnier
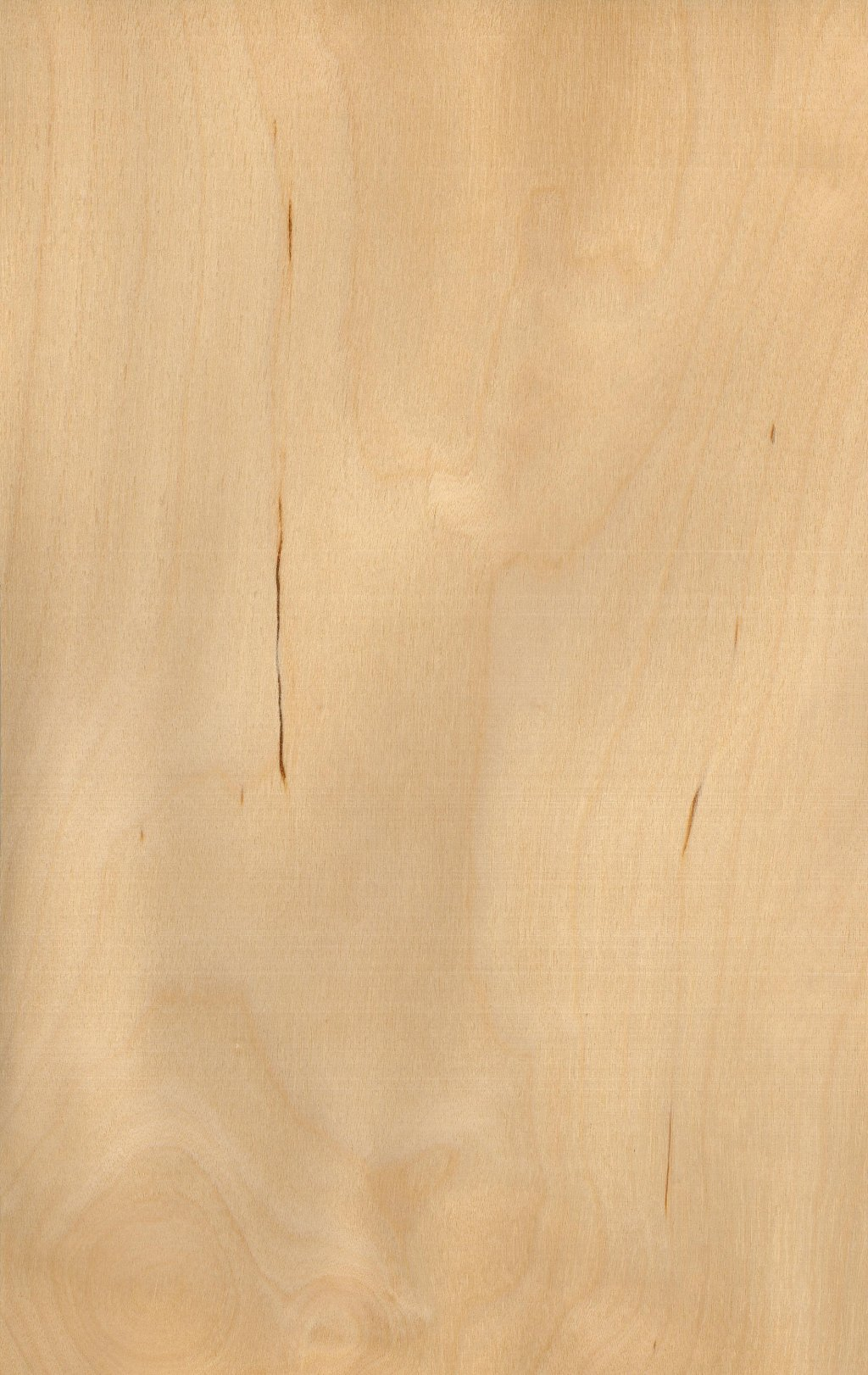
Birkenfurnier geschält

Vor dem Schälen werden die Stämme, abhängig von der Holzart, in großen Dämpfgruben gekocht (Stämme liegen komplett im Wasser – die Temperatur kann durchaus unter 100 °C liegen, das Wasser muss also nicht sieden) oder gedämpft (Stämme haben nur Kontakt zu Wasserdampf; verfahrensabhängig liegt die Temperatur bei über 100 °C), um das Holz geschmeidiger zu machen. Dabei verändert sich die natürliche Farbe des Holzes zum Teil erheblich. Einige wenige Holzarten sind weich genug, um sie auch ohne diesen Prozess – also roh – weiterzuverarbeiten. Danach wird der Stamm entrindet und dann wie eine Walze drehbar eingespannt. Der Stamm rotiert anschließend schnell um die eigene Achse gegen einen Messerbalken, der vom Stamm ein Furnierband abtrennt; ähnlich dem Abwickeln einer Küchenpapierrolle. Das Furnierband wird dann in schmale, einzelne Furnierblätter durch senkrecht schlagende oder rotierende Messer (so genannte Clipper) aufgeteilt. Die Furnierblätter in Stärken von vornehmlich 0,5 mm bis 1,5 mm werden zu plattenförmigen Holzwerkstoffen wie Furniersperrholz, Schichtholz oder Stabsperrholz weiterverarbeitet. Eine Besonderheit ist die Verarbeitung der Furniere zu Formsperrholz, eine andere die Herstellung von Furnier aus Vogelaugenahorn, mit einer Struktur, die aufgrund des Auftretens dieser Maserknospen nur am äußeren Umfang des Stamms fast nur im Schälfurnier zur Geltung kommt. Eine weitere Spezialität ist das Maserholz, das von Maserknollen gewonnen wird, die oft an den Veredelungsstellen (Pfropfstellen) sich durch unkontrollierte Wucherungen bilden. Sogenanntes Wurzelfurnier wird selten aus der Wurzel eines Baumes hergestellt, sondern ist eine umgangssprachliche und falsch verwendete Bezeichnung für Maserfurniere. Wird der Stamm nicht mittig, sondern exzentrisch eingespannt und liegt die Drehachse daher nicht in der Stammmitte, ähnelt das Schnittbild einem Messerfurnier umso mehr, je weiter die Rotationsachse von der Stammmitte entfernt ist.

### Staylog-Produktion
Diese Art der Produktion ist der exzentrischen Schälfurnierproduktion sehr ähnlich, wird aber meistens als Messerfurnier vermarktet und verarbeitet. Der Stamm wird dabei nicht direkt eingespannt, sondern auf einen Drehbalken aus Stahlguss, der die Rotationsachse bildet, die damit außerhalb des Stammes liegt. Das wird auch als exzentrisches Messern oder Schälen bezeichnet. Dadurch kann entweder ein besonders schmales Furnierbild oder ein besonders breites, fladeriges Bild erzeugt werden.

### Sägefurnier
Die älteste Herstellungsweise von Furnier ist das Sägen. Die Furnierblätter werden mit einer Säge vom Stamm abgetrennt, in der vorindustriellen Zeit oft mit dem Stamm über einer offenen Grube liegend. Eine Person stand in der Grube, die zweite auf einem Gerüst über dem Stamm; gesägt wurde mit einer Rahmensäge. Zum Anfang des 19. Jahrhunderts wurden die ersten dampfbetriebenen Furniersägen entwickelt. In England und Amerika waren das riesige hochspezialisierte Kreissägen mit Sägeblattdurchmessern von bis zu 4 Metern, während sich im kontinentalen Europa die Form der Gattersäge durchsetzte. Um 1900 war dann die höchste Entwicklungsreife solcher Maschinen erreicht; die zu dieser Zeit möglich gewordene verlustfreie Herstellung von gemessertem Furnier bedeutete das Ende der industriellen Sägefurnierherstellung.
Da beim Sägen von Furnieren, je nach benutztem Sägeblatt und in Abhängigkeit von der produzierten Furnierstärke, ca. 50 % bis 80 % des Stammes zu Sägemehl und Abfall werden, ist das eine aufwendige und mit hohem Materialverlust behaftete Methode. Doch gibt es einige gute Gründe, weshalb auch heute noch Sägefurniere mit typischen Dicken von 1,2–2,5 mm, 5 mm, 7 mm und 10 mm hergestellt und verkauft werden:
- Das gesägte Furnier behält seine helle, natürliche Farbe und wird nicht wie beim Messern durch das oft tagelange Kochen zur Geschmeidigmachung für den Messerprozess farblich stark verändert.
- Die bei gemesserten Furnieren immer vorhandene Anfälligkeit für Rissbildungen und Brüche, besonders an der dem Messer abgewandten Seite, entfällt bei gesägten Furnieren völlig.
- Viele Hölzer lassen sich durch ihre hohe Härte ab einer bestimmten Stärke nur zu Sägefurnier verarbeiten. So gibt es keine andere Methode, um zum Beispiel Palmenholz, Eisenholz oder Schlangenholz zu Furnier zu verarbeiten.
- Langlebigkeit der Objekte mit einer durch die Dicke des Furniers gegebenen Aufarbeitungsmöglichkeit
- Für die Restaurierung antiker Möbel (die seinerzeit mit Sägefurnier furniert wurden) benötigt man Furniere von gleicher Stärke, um Beschädigungen ausbessern zu können.

Bei vielen anspruchsvollen Handwerkern kommt auch heute wieder Sägefurnier zum Einsatz, wenn es um die Herstellung von hochwertigen individuellen Einzelmöbeln geht: Oft verlangen Kunden nach dauerhaften Lösungen beim Bau von teuren Entwurfsmöbeln; die fast papierdünnen Messerfurniere sind nach einer Beschädigung bei zum Beispiel einer Tischplatte nicht mehr reparier- oder aufarbeitbar. Hier hilft der Einsatz von Sägefurnieren, um dauerhafte, oft über Generationen nutzbare Möbel zu fertigen. Da Möbel heute allerdings immer kurzlebiger gebaut werden, verliert das an Wichtigkeit.

### Messerfurnier

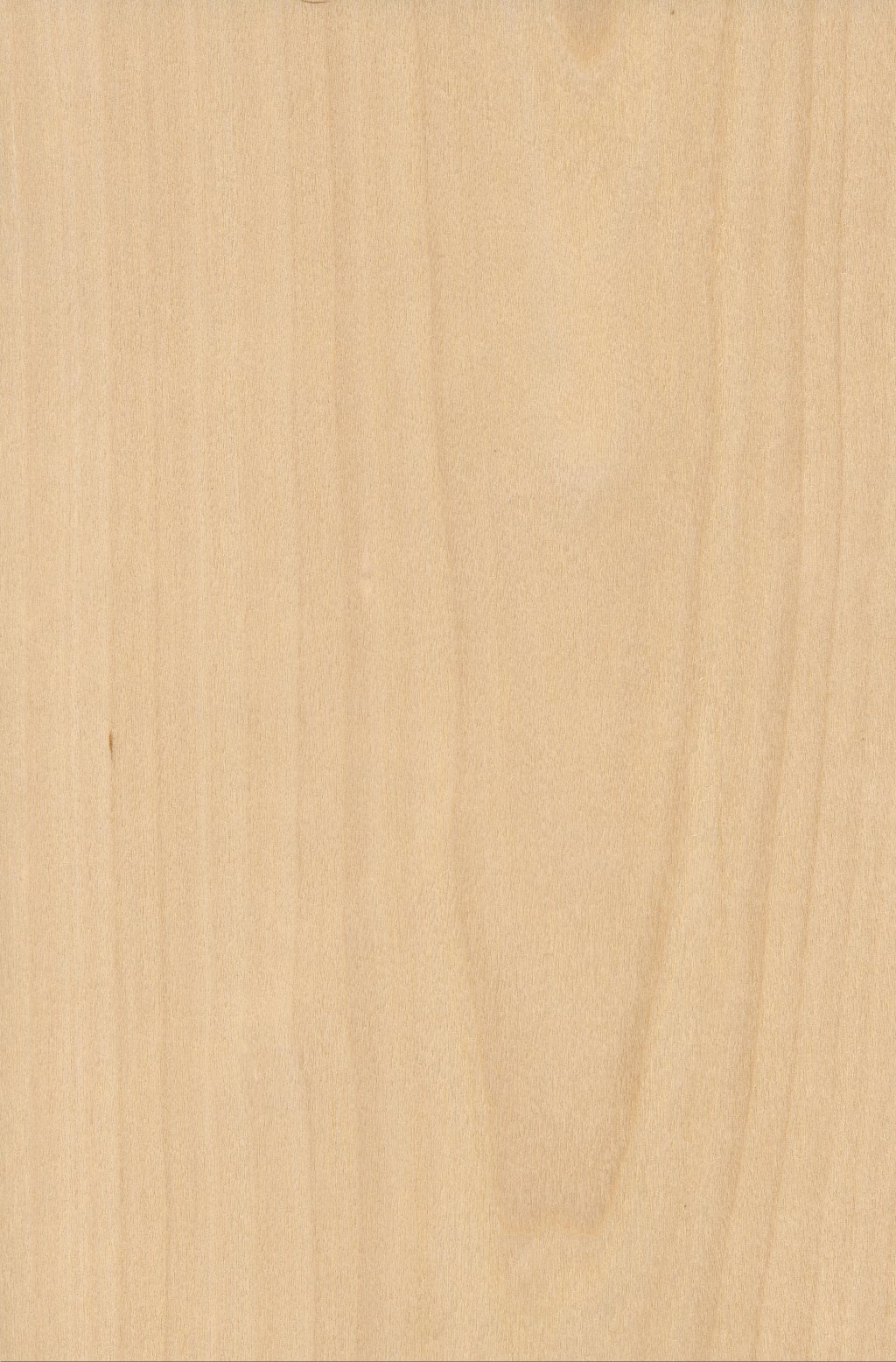
Birkenfurnier gemessert

Beim Messern werden die Baumstämme zuerst gekocht oder gedämpft und anschließend auf einem sogenannten Schlitten eingespannt. Entweder bewegt sich dieser horizontal (ältere Maschinen) oder vertikal (neuere Maschinen) gegen ein Messer. Einige Hersteller setzten bei der neusten Maschinengeneration stattdessen auf ein sich bewegendes Messer, wobei der Stamm in einer festen Position bleibt. Bei jedem Messervorgang wird ein Blatt Furnier hergestellt, das beim Schwachschnittfurnier zwischen 0,4 mm und 0,7 mm dick ist. Starkschnittfurnier, das allerdings aufgrund der Ökonomie im Umgang mit dem Rohstoff Holz und alternativen Produkten immer mehr an Bedeutung verliert, wird bis zu einer Stärke von ca. 6 mm gemessert, was allerdings eine sehr schwere Maschine erfordert (meist horizontale Messermaschinen aus den Jahren 1960–1975). Die so gemesserten Furniere haben gegenüber den Sägefurnieren den Vorteil, dass der Verlust durch den Sägeschnitt entfällt. Allerdings lassen sich solche dicken Furniere nur für minderwertigste Anwendungen, wie das Absperren von Holzflächen einsetzen, da die starke Rissbildung (Messerrisse) bei der Herstellung eine dauerhafte Oberflächenbehandlung unmöglich macht.
Messerfurniere werden vornehmlich als Sichtfurniere auf preisgünstigem Trägermaterial (meist Spanplatten, Sperrholz, MDF oder HDF) aufgebracht.
Microfurniere oder auch Furnierpapiere werden in Dicken ab 0,08 mm hergestellt. Die Herstellung erfordert Maschinen, die in Richtung der Holzfaser messern, anstatt im (ca.) 90°-Winkel zu dieser. Microfurniere sind unter anderem in Japan populär. Derartig dünne Furniere benötigen Kaschierfolien oder -papiere zur Unterlage, da die Furniere selbst zu fragil und nahezu durchsichtig sind.

## Nutzung
Folgende Produktarten werden nach ihren Verwendungsbereichen unterschieden:

### Edel- bzw. Deckfurniere
Diese werden zum Belegen von Plattenmaterial oder anderem Material verwendet, um eine edle Holzoptik zu erzeugen. Dafür werden meist Messerfurniere eingesetzt, seltener die teuren Sägefurniere. Besonders schöne Ergebnisse erreicht man mit teuren Maserfurnieren, die aus Wucherungen gewonnen werden.
Das Furnier kann zu verschiedenen Bildern gefügt werden:

Gespiegelt (gestürzt)
Gelegt, auch geschoben, gereiht
Kopfgestürzt

Weitere Beispiele für Einsatz und Verwendung von Edelholzfurnier, siehe Edelholz

### Unterfurniere
Diese werden bei hochwertigen Arbeiten als zusätzliche Trennschicht zwischen Trägermaterial und Deckfurnier um 90° in der Maserungsrichtung gedreht eingebracht. Dadurch wird verhindert, dass Schäden des Trägermaterials durch das Deckfurnier durchschimmern oder sich die Leimfugen der (eventuellen) Anleimer abzeichnen. Unterfurniere bestehen meist aus Messerfurnieren minderer Qualität und höherer Dicke als das später sichtbare Deckfurnier.

### Blindfurniere
Als blindfurniert werden mit sogenanntem Gegenzugfurnier furnierte Flächen bezeichnet, die nach dem Einbauen des Werkstückes nicht mehr sichtbar sind, beispielsweise die Innenseiten eines Sockels. Das ist nötig, da sich bei nur einseitiger Furnierung die Unterlage mit der Zeit verziehen könnte. Dafür werden in der Regel Furniere minderer Qualität mit optischen Fehlern verwendet.

### Absperrfurnier
So werden Furniere bezeichnet, die beim Herstellen von Platten die Platte absperren, das heißt weitere Bewegungen und Veränderungen der Trägerplatte verhindern sollen. Das gilt insbesondere für Sperrholzplatten und Multiplexplatten sowie für Tischlerplatten. Letztere besteht aus langen und schmalen Holzstäben, auf die das Absperrfurnier – bezogen auf die Maserrichtung – um 90° versetzt aufgeleimt wird. Für Absperrfurniere werden wegen größerer verfügbarer Breiten meist Schälfurniere von dickerer Stärke als normales Messerfurnier verwendet.

### Spanholz
Völlig analog hergestelltes Span- oder Dünnholz aus Pappelholz und anderen europäischen und tropischen Weichhölzern dient zur Herstellung von Spanschachteln, Backformen, Einweg-Essbesteck, Spanbäumen und anderem Weihnachtsschmuck, sowie auch Holzsteigen. Wegen der andersartigen Verwendung wird dabei nicht von Furnier gesprochen.

### Streichholzschäfte
Zur Herstellung der hölzernen Schäfte für Streichhölzer wird zuerst ein Furnier geeigneter Stärke von Stammabschnitten abgeschält, aus dem dann die einzelnen Schäfte geschnitten werden. Als Holz wird meist Espe verwendet. Die Schäfte werden anschließend flammhemmend imprägniert, um ein Nach- und Durchglühen zu verhindern.

## Verarbeitung

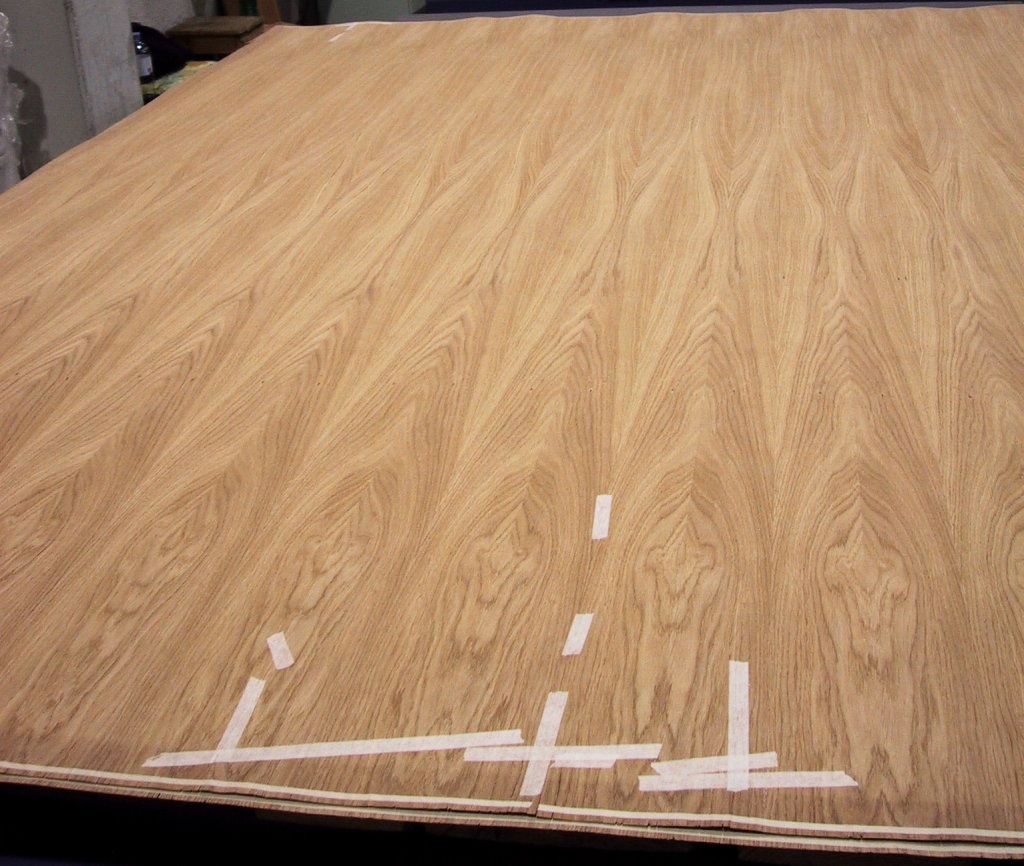
Furnierdecke: Die Klebestreifen verstärken den Rand und halten Beschädigungen zusammen.

Furniere werden vor dem Verarbeiten meist zu Furnierdecken (Fixmaße) gefügt, so dass das Aufbringen auf eine Platte in einem Schritt erfolgen kann. Dazu werden die einzelnen Furnierblätter beschnitten und dann entweder auf Stoß geleimt oder mit einem zickzack-förmig verlaufenden Leimfaden vernäht.

## Wirtschaftliche Bedeutung
Nur die wertvollsten Hölzer werden zur Herstellung von Deckfurnier verwendet, das sind vor allem Laubhölzer. Hier dominieren derzeit  Buche und Eiche mit jeweils ca. 30 Prozent Marktanteil. Ahorn weist zehn Prozent Marktanteil auf. Birke, Kirsche, Esche und die Nadelhölzer bewegen sich in einem Rahmen von jeweils fünf bis sieben Prozent.
In Deutschland sind rund 30 Unternehmen mit zusammen rund 1.000 Mitarbeitern überwiegend im Furniersektor tätig. Hauptabnehmer der Furniere sind vor allem industrielle Verarbeiter (insbesondere die Möbelindustrie). Weitere Abnehmer sind der Innenausbau und das Tischlerhandwerk sowie Bootsbau/Yachtbau und Automobilindustrie.

## Geschichte
Die Furniertechnik wurde schon von den Ägyptern in der 18. Dynastie (1332 v. Chr.) verwendet. Im waldarmen Ägypten waren edle Hölzer ebenso begehrt wie selten. Das zwang die Ägypter zu einer möglichst ökonomischen Verarbeitungsweise: Sie schnitten das Holz in feine Brettchen und befestigten diese dann mit Kleber und gleichzeitig mit feinen Holzstiften auf optisch weniger attraktiven Holzflächen. 1922 wurden furnierte Möbelstücke als Grabbeigaben für Tutanchamun gefunden – Zeitzeugen einer altertümlichen Furniertechnik.
In manchen Epochen der Kunstgeschichte, z. B. Louis Seize oder Biedermeier, wäre Möbelbau ohne schmückende Furniere nicht in der uns überlieferten Art und Weise denkbar. Viele der verwendeten Hölzer waren massiv nicht in ausreichenden Mengen verfügbar oder aber einfach zu teuer für massive Bauweisen. Dekorative Techniken wie mehrfach gefügte Holzbilder oder Intarsien wurden durch Furniere im weitesten Sinne erst möglich. In Frankreich ist die Berufsbezeichnung Ebenist (von frz. ébène, Ebenholz) erstmals 1657 belegt; so wurden Kunsttischler benannt, die vornehmlich furnierte Möbel herstellten.
Während es bis ins 18. Jahrhundert lediglich möglich war, kleine Stücke und schmale Streifen für Intarsien zu verwenden, erlaubten ab dem frühen 19. Jahrhundert die mit Wasser- und Dampfkraft betriebenen neuen Kreis- und Bandsägen, größere Furnierflächen auch aus zähem Holz, insbesondere Wurzelknollen und Maserholz zu schneiden. „Als nach 1820 maschinell gesägte und bald schon geschälte, dünnere Furniere zu erwerben waren, wurden [im Möbelbau] standardisierte Formverfahren entwickelt, um die immer dünnere Holzschicht über den immer stärker gewölbten Blindholzkern zu ziehen. Diese technischen Voraussetzungen ermöglichten die künstlerische Entwicklung nach 1830, die von schwellenden und stark geschweiften Flächen charakterisiert ist.“

## Belege
1. ↑  Staatliche Studienakademie Dresden, Fabian Knorr (PDF; 512 kB)
2. ↑  Alexander P. Hardt: Pyrotechnics, Pyrotechnica Publications, Post Falls Idaho USA 2001, ISBN 0-929388-06-2, S. 74 ff.
3. ↑  Hans Ottomeyer; Axel Schlapka: Biedermeier: Interieurs und Möbel. Wilhelm Heyne Verlag, München 1991, ISBN 3-453-04417-7, S. 108.